# Baden-Württemberg
Baden-Württemberg (pfalzi nyelven: Bade-Wirddebärsch) szövetségi tartomány Németországban, annak délnyugati részén fekszik. A "Németország kertjének" is nevezett tartomány adta az 1990-es évek Németországának a nemzeti össztermék 15,4%-át. Mind területe, mind lakossága nagysága szerinti sorrendben a tartományok között a harmadik helyet foglalja el. 35 751 km²-es területével Németország harmadik legnagyobb tartománya, ezzel az ország területének mintegy 9,9%-át fedi le. Közel 11,1 millió fős lakosságával pedig a szövetség harmadik legnépesebb tagja, ezzel az ország népességének 13,4%-ával rendelkezik.
Nyugatról Franciaország és Rajna-vidék-Pfalz, északról Hessen, keletről Bajorország, délről pedig Svájc határolja. Székhelye "a svábok városa" is nevezett Stuttgart, amely elsősorban az autóipar központjaként híres, itt található a Mercedes-Benz és a Porsche központja és múzeuma. De nevezetesebb települései közé tartozik Karlsruhe, az ország egyik jogi központja, ahol a Német Szövetségi Alkotmánybíróság székel, Mannheim, amely egy jelentős ipari és kereskedelmi város, híres zenei és kulturális életéről, illetve innovációs szerepéről (itt született meg például az első automobil), illetve Heidelberg híres egyetemi városa, az egyik legrégebbi és legrangosabb egyetemmel Németországban, erős nemzetközi akadémiai jelenléttel.
Területén húzódik a Fekete-erdő (Schwarzwald), amely híres hegység és turistacélpont. A Duna és a Neckar fontos vízrajzi elemek. Délen a Boden-tó (Bodensee) mentén húzódik a svájci határ, ami kedvelt üdülőhely. A tartomány dombos, erdős vidékei mellett termékeny síkságok is megtalálhatók, például a Rajna-vidéken. Éghajlata mérsékelt, kontinentális jellegű, viszonylag meleg nyarakkal és enyhe telekkel. A változatos táj kedvez a mezőgazdaságnak, különösen a borászatnak.
Története három történelmi régió – Baden, Württemberg és Hohenzollern – múltjára épül. A térséget már a rómaiak is lakták, fontos katonai és kereskedelmi útvonalakkal. A középkorban számos kisebb fejedelemség és városállam jött létre, amelyek közül Baden és Württemberg váltak meghatározóvá. A napóleoni háborúk után ezek önálló államokká alakultak, majd 1871-ben csatlakoztak a Német Birodalomhoz. A második világháborút követően a terület két különböző megszállási övezetbe került. Végül 1952-ben népszavazással hozták létre a mai Baden-Württemberg tartományt. Azóta Németország egyik legerősebb gazdasági és kulturális központjává vált.

## Nevének eredete

### Baden
A „Baden” név a német Bad („fürdő”) szóból ered, utalva a térség híres gyógyfürdőire, különösen Baden-Baden városára, amely már a római korban ismert volt melegvízű forrásairól..

### Württemberg
A „Württemberg” név eredete nem teljesen tisztázott. Egyes elméletek szerint egy Wirtemberg nevű várra vezethető vissza Stuttgart közelében, amely később a terület és az uralkodó család nevét is adta. A név korábbi változatai között szerepelnek a „Wirtenberg”, „Wirtembenc” és „Wirtenberc” formák.
A második világháború után, 1952-ben a három régió egyesítésével létrejött új tartomány számára több név is felmerült, például „Südweststaat” (Délnyugati Állam) vagy „Alemannien” (Alemannia).

## Címere és zászlaja
Baden-Württemberg nagycímerén három járó oroszlán látható, a háttere aranyszínű. Ez a Stauf-ház és a sváb hercegek címere volt. E címer fölött van a tartomány hat történelmi részének a címerei, amelyből létrehozták a mai Baden-Württemberget: Elő-Ausztria (egy piros pajzs egy fehér sávval) a Rajnai Palotagrófság (oroszlán), Württemberg (három szarvasagancs), Baden (egy piros sáv az aranyszínű háttér előtt), Hohenzollern (két fekete és két fehér négyzet) és a frankok (piros háttér három ezüst csúccsal). Ezek közül Baden és Württemberg címere nagyobb, mint a másik négy címer. Az egész címert a badeni griff és a württembergi szarvas tartják.
Kiscímere is van a tartománynak. Ahogy a nagycímeren is, a kiscímeren is a három oroszlán látható, de a fenti hat tájegység címerének helyén csak egy korona körvonala van.
A három oroszlán egyfajta változata az úgynevezett „Baden-Württemberg-Signet”-en is látható, ez a logó közkincs.
A zászló fenti felét egy fekete sáv alkotja, a másik fél pedig aranyszínű.

A nagycímer
A kiscímer
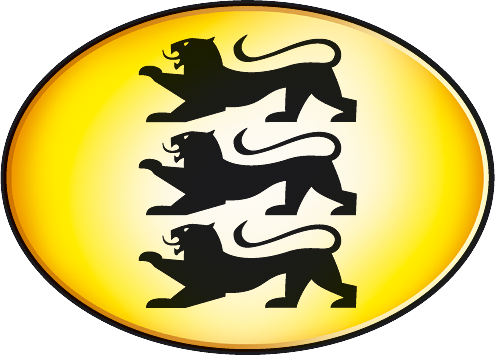
A Signet (a.m. pecsét)
A zászló

## Története

### Történelem előtti idők
A mai Baden–Württemberg területén az ember letelepedésének nyomai félmillió évre visszamenőleg bizonyíthatóak. A Mauernél talált Homo heidelbergensis és a Steinheim an der Murrnál felfedezett Homo steinheimensis a maguk 500 000 és 250 000 éves leleteivel az Európában talált legidősebb leletek között vannak.
A különböző kultúrák megjelenése Baden–Württembergben kb. 350-400 ezer évvel ezelőtt következett be. Ilyen korúnak számít a legrégibb ismert hangszer, amit az ember készített – egy elefántcsontsíp, amit 1979-ben a geißenklösterlei barlangban végzett ásatásoknál találtak, valamint azok a művészeti emlékek, amelyeket a Schwäbische Alb hegység barlangjaiban fedeztek fel.
A hallstatti kultúra idején a vidéket nagyrészt kelták lakták. Ezt számos halomsír bizonyítja, amelyek közül a Hochdorf melletti kelta vezérsír a legismertebb.

### A rómaiaktól 1945-ig
I. sz. 70–150 között a rómaiak uralták annak a területnek a nagy részét, ahol a mai Baden–Württemberg található. 260-tól kezdődően az alemannok vették át az uralmat a rómaiaktól. Miután a Frank Birodalom leigázta az alemannokat, a tartomány területe a frank és sváb hercegségekhez tartozott 496 és 746 között. A 13. századra mindkét hercegség felbomlott, így egy több száz kis grófságból, birodalmi városból, egyházi területből és akár önálló faluból álló igencsak széttagolt terület jött létre. A napóleoni háború következményeként végrehajtott területegyesítések elindítottak egy olyan folyamatot, amelynek eredményeképpen végül mindössze három különálló részből állt a terület; ezek Württemberg, Baden és Hohenzollern voltak, illetve Wimpfen városa egy, a Hesseni Hercegséghez tartozó exklávét képezett a területen. 1806-ban Napóleon saját szövetségi rendszerében létrehozta a Württembergi Királyságot ill. a Badeni Nagyhercegséget, melyek a bécsi kongresszus után is fennmaradtak. 1871-ben mindkét terület a Német Birodalom részévé vált – Hohenzollern már 1850-re Poroszországhoz tartozott. 1919-ben már Badennek és Württembergnek is demokratikus alkotmánya volt. 1933-ban az önálló tartományi kormányzatot a nácik által kinevezett vezetők váltották fel.

### A délnyugati szövetségi tartomány kialakulásáig

Baden–Württemberg 1945-ig

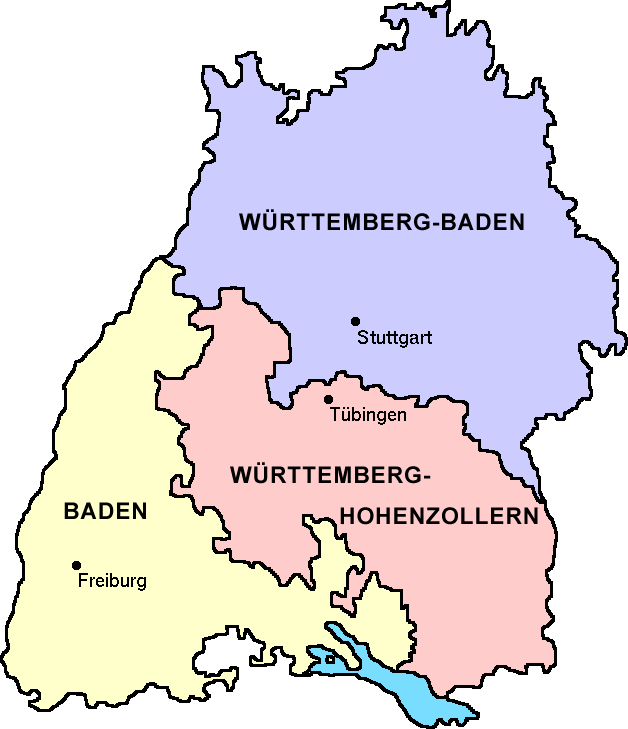
Baden–Württemberg 1945–1952 között

A második világháború után Baden és Württemberg északi részei Bad Wimpfennel együtt az amerikai megszállási övezetbe kerültek, Baden és Württemberg déli területei pedig Hohenzollernnel együtt a francia megszállási övezethez tartoztak. A felosztás a korábbi körzethatárokat követte, és az amerikai zónához azok a körzetek tartoztak, ahol a Karlsruhe-München autópálya (a mai A 8) elhaladt. A megszállási övezetek katonai kormányzatai 1945–46 folyamán létrehozták Württemberg-Baden tartományt az amerikai ellenőrzés alatt lévő területeken, illetve Württemberg-Hohenzollern és Baden tartományokat a francia ellenőrzés alatt lévő területeken. (A Baden tartománynév valamelyest félrevezető lehet, mert a tartomány valójában csak Baden déli részét foglalta magába.) Az így létrehozott tartományok 1949. május 23-a óta képezték a Német Szövetségi Köztársaság részét.
Az NSZK alaptörvénye a 118-as cikkelyében előírta ezen három szövetségi tartomány számára, hogy jussanak megegyezésre egymással a területük újrafelosztásáról. Arra az esetre, ha egy ilyen szabályozás mégsem jönne létre, a szabályozást egy szövetségi törvény írta elő megvalósítani. Két lehetőség merült fel: az egyik, hogy ezek a tartományok egyesülnek egyetlen délnyugati szövetségi tartománnyá, a másik pedig, hogy újra létrehozzák Baden és Württemberg tartományokat, ahol az utóbbi magába foglalta volna Hohenzollernt is. Ezek közül Württemberg–Baden és Württemberg–Hohenzollern kormányzata az előbbit, Badené pedig az utóbbit támogatta. A kormányzatok megpróbáltak megegyezni abban, hogy népszavazás döntse el a kérdést, de ezt a megegyezési kísérletet is meghiúsította, hogy nem tudtak megegyezni a népszavazás módjában. Az erre vonatkozó 1951. május 4-én elfogadott szövetségi törvény a népszavazás által érintett területet négy zónára osztotta: Észak-Württemberg, Észak-Baden, Dél-Württemberg–Hohenzollern, Dél-Baden. Akkor tekintették elfogadottnak a tartományok egyesítését, ha egyrészről a népszavazáson résztvevők többsége emellett dönt, másrészről a négy zóna közül legalább háromban is az ott szavazók többsége az egyesítés mellett dönt. Mivel a többség mindkét württembergi zónában, illetve Észak-Badenben is nagy valószínűséggel az egyesítés pártján lett volna (végeztek felméréseket erre vonatkozóan), ezért a szövetségi kormányzat is az egyesítés pártjára állt. A dél-badeni kormányzat alkotmányossági pert indított a törvény ellen, ami először sikertelen maradt és csak 1956-ban vezetett a megegyezés felülvizsgálatához.
A végül 1951. december 9-én megtartott népszavazás előtt elkeseredett választási harc folyt a „délnyugati tartomány” támogatói és ellenzői között. Az IGEN oldal vezető képviselői Württemberg-Baden miniszterelnöke, Reinhold Maier és Württemberg-Hohenzollern elnöke, Gebhard Müller voltak, az egyesítést ellenzők vezetője pedig Baden elnöke, Leo Wohleb volt. A népszavazáson a választók a következő arányban szavaztak az egyesítés mellett: mindkét württembergi zónában 93% támogatta, Észak-Badenben 57% támogatta, Dél-Badenben azonban csak 38% támogatta. A négy zónából háromban megvolt a többség az egyesítés mellett, így az egyesítés kérdése eldőlt. Ha azonban az eredményt úgy összesítették volna, hogy a két badeni tartományban leadott szavatokat együtt veszik figyelembe, akkor az ott leadott szavazatok 52%-a az önálló Baden újbóli létrehozását támogatta volna.

### A tartomány megalapítása után
A népszavazás eredménye következtében 1952. április 25-én megalakult Baden–Württemberg szövetségi tartomány. Reinhold Maier (FDP/DVP) lett az első miniszterelnöke, miután létrehozott egy SPD, FDP/DVP és BHE alkotta koalíciót, kizárva a hatalomból a legerősebb frakciót, a CDU-t. Ez felszínre hozta az elégedetlenséget mindkét déli tartományrészben, Dél-Badenben és Dél-Württemberg-Hohenzollernben is, amelyek ebben a kormányzatban nem érezték magukat képviseltetve, illetve ezzel szembefordult Gerhard Müller is, a CDU frakció vezetője, aki a CDU hatalomból való kirekesztését saját maga elleni személyes támadásnak értékelte.
Az 1953. szeptember 6-án tartott előrehozott szövetségi választáson, amit Reinhold Maier a politikája elleni tiltakozás eredményeként kiírt, a CDU abszolút többséget ért el a tartományban. Reinhold Maier levonta a konzekvenciákat és visszalépett a miniszterelnökségtől. Az utódja Gebhard Müller lett, aki négypárti nagykoalíciót hozott létre a CDU, SPD, FDP/DVP és BHE részvételével, ami 1958-ig fenn is maradt. Müller utódja Kurt Georg Kiesinger lett, aki a tartomány harmadik miniszterelnöke volt.
A tartomány neve szintén sokáig vita tárgyát képezte. Az 1952. május 15-i Überleitungsgesetz által bevezetett Baden–Württemberg nevet először csak átmeneti névnek tekintették, azonban végül ez maradt a név, mert semmilyen más névben sem tudott az összes fél megegyezni. Az 1953. november 19-én hatályba lépett szövetségi alkotmányt már egy alkotmányozó szövetségi gyűlés fogadta el, és nem népszavazással erősítették meg. 1956-ban a szövetségi alkotmánybíróság arra a megállapításra jutott, hogy az 1951-ben megállapított módja a népszavazásnak nem vette kielégítően figyelembe a Badenben leadott szavazatokat, és ezért Badenben újabb népszavazás kiírását tette lehetővé. Megállapította továbbá, hogy a népszavazás módjának a megállapításakor a badeni népakaratot „átjátszották” és a számbeli fölényben lévő népesség a számbeli hátrányban lévőt leszavazhatta. Ezután azonban a népszavazás újbóli kiírását többször is elhalasztották. Egy újabb szövetségi alkotmánybírósági döntésre volt szükség 1969-ben, ami a szavazás megtartását legkésőbb 1970. június 30-i végrehajtással elrendelte. Ennek hatására 1970. június 7-én sor került a népszavazás megismétlésére, ami azonban 81,9%-ban már az új szövetségi tartomány fenntartását támogatta. Az utólagos egyetértéshez nyilván nem kis mértékben hozzájárult a már adott helyzet utólagos elfogadásának a hatása. A választási részvétel 62,5%-os volt.

## Földrajza
Baden–Württemberg Németország délnyugati részén fekszik. Keletről Bajorországgal, illetve Bajorországtól északra Hessennel határos. A déli és nyugati határát a Rajna és a Boden-tó képezi (kisebb kivételektől eltekintve, mint például Schaffhausen). Ezen határok mentén déli szomszédja Svájc, nyugati szomszédja pedig Franciaország, illetve Németország Rajna–Pfalz tartománya. Baden–Württemberg a terület nagysága és a lakosság száma alapján is a harmadik legnagyobb tartománya Németországnak.
A Rajna menti síkvidék körülbelül 20 km széles sávjától eltekintve a tartomány felszíne dombság és hegység. A délnyugati részén egy 160 km hosszú és maximum 60 km széles sávban a Fekete-erdő található, a Német Középhegység legmagasabb pontja, a Feldberg is itt található a maga 1493 méteres magasságával. A Schwäbische Alb a tartomány déli határától északi irányba húzódik egészen a bajor határig Nördlingennél. Ezenfelül itt található még az Odenwald északon, a Kraichgau északnyugaton, a Hohenloher Ebene és a Sváb-Frank-erdő északkeleten, a Neckar medencéje Stuttgartnál, illetve Oberschwaben délkeleten.
A hegyvidéki topográfia adottságainak köszönhetően a folyók és folyóvölgyek kiemelt szerepet játszottak és játszanak településszerkezetében, közlekedési hálózatában és történelmében egyaránt. A Rajna mellett elsősorban a Neckar és a Duna völgyét kell ebben a vonatkozásban megemlíteni. A Neckar a Fekete-erdő szélén ered Villingen-Schwenningennél és keresztülhalad a tartományon amíg az északnyugati részen Mannheimnál a Rajnába nem torkollik. A Neckar torkolatánál a Rajna vízállásának tengerszint feletti 85 méteres magassága a tartomány legalacsonyabb pontja. Teljes egészében a Rajna alkotja a tartomány nyugati határát és ugyanakkor ez Baden nyugati határa is – Mannheimtől Karlsruheig, amíg Rajna–Pfalzot el nem éri, illetve délről Franciaország és Svájc felé is ez a határ. A Duna a két fekete-erdei forrásából ered és megközelítőleg kelet-északkeleti irányba halad a Schwabische Albtól délre, illetve az Oberschwabentől északra és Ulm után lép át Bajorországba. A tartomány többi folyója közül a leghosszabbak az ún. „ikerfolyók”, a Kocher és a Jagst, amelyek a tartomány északkeleti részén találhatóak. A tartomány legészakkeletibb határát pedig a Maina alkotja.
Baden–Württemberg földrajzi középpontja Tübingen városánál van, az Elysium kiserdőben, aminek a közelében botanikus kert is található. Ezt a pontot kúp alakú 3 tonnás kőszikla szimbolizálja, ami a Német-középhegységből származik. A kúp oldalának dőlésszöge 11,5°, ami Föld dőlésszögét szimbolizálja.

## Önkormányzat és közigazgatás
Baden-Württemberg kerületekre (Regierungsbezirke), járásokra (Landkreise), járási jogú városokra (kreisfreie Städte) és községekre (Gemeinden) tagolódik.

### Kormányzati kerületek
| Kerület   | Főváros   | Terület (km²) | Lakosság (fő, 2020) | Népsűrűség (fő/km², 2020) |  |
| --------- | --------- | ------------- | ------------------- | ------------------------- |  |
| Freiburg  | Freiburg  | 9356,39       | 2 276 924           | 243                       |  |
| Karlsruhe | Karlsruhe | 6917,64       | 2 807 601           | 211                       |  |
| Stuttgart | Stuttgart | 10 556,84     | 4 151 094           | 393                       |  |
| Tübingen  | Tübingen  | 8916,89       | 1 867 424           | 209                       |  |

### Járások (Landkreise)

Baden–Württemberg körzetei

Baden-Württembergben a következő városok alkotnak önálló járásokat:
| BAD | Baden-Baden          |
| FR  | Freiburg im Breisgau |
| HD  | Heidelberg           |

| HN | Heilbronn |
| KA | Karlsruhe |
| MA | Mannheim  |

| PF | Pforzheim |
| S  | Stuttgart |
| UL | Ulm       |

Ezeken felül 34 további járás van:
| UL  | Alb-Donau-Kreis                    |
| BC  | Landkreis Biberach                 |
| FN  | Boden-tói járás                    |
| BB  | Landkreis Böblingen                |
| FR  | Landkreis Breisgau-Hochschwarzwald |
| CW  | Landkreis Calw                     |
| EM  | Landkreis Emmendingen              |
| PF  | Enzkreis                           |
| ES  | Landkreis Esslingen                |
| FDS | Landkreis Freudenstadt             |
| GP  | Landkreis Göppingen                |
| HDH | Landkreis Heidenheim               |
| HN  | Landkreis Heilbronn                |
| KÜN | Hohenlohekreis                     |
| KA  | Landkreis Karlsruhe                |
| KN  | Landkreis Konstanz                 |
| LÖ  | Landkreis Lörrach                  |

| LB  | Landkreis Ludwigsburg     |
| TBB | Main-Tauber-Kreis         |
| MOS | Neckar-Odenwald-Kreis     |
| OG  | Ortenaukreis              |
| AA  | Ostalbkreis               |
| RA  | Landkreis Rastatt         |
| RV  | Landkreis Ravensburg      |
| WN  | Rems-Murr-Kreis           |
| RT  | Landkreis Reutlingen      |
| HD  | Rhein-Neckar-Kreis        |
| RW  | Landkreis Rottweil        |
| SHA | Landkreis Schwäbisch Hall |
| VS  | Schwarzwald-Baar-Kreis    |
| SIG | Landkreis Sigmaringen     |
| TÜ  | Landkreis Tübingen        |
| TUT | Landkreis Tuttlingen      |
| WT  | Landkreis Waldshut        |

### Megszűnt járások
1973. január 1-jén az alábbi járások szüntek meg: 
| Aalen járás           |
| Backnang járás        |
| Balingen járás        |
| Bruchsal járás        |
| Buchen járás          |
| Bühli járás           |
| Crailsheim járás      |
| Donaueschingen járás  |
| Ehingen járás         |
| Freiburg járás        |
| Hechingen járás       |
| Heidelberg járás      |
| Hochschwarzwald járás |
| Horb járás            |

| Kehl járás        |
| Künzelsau járás   |
| Lahr járás        |
| Leonberg járás    |
| Mannheim járás    |
| Mergentheim járás |
| Mosbach járás     |
| Müllheim járás    |
| Münsingen járás   |
| Nürtingen járás   |
| Offenburg járás   |
| Öhringen járás    |
| Pforzheim járás   |
| Säckingen járás   |

| Saulgau járás            |
| Schwäbisch Gmünd járás   |
| Sinsheim járás           |
| Stockach járás           |
| Tauberbischofsheim járás |
| Tettnang járás           |
| Ulm járás                |
| Überlingen járás         |
| Vaihingen járás          |
| Villingen járás          |
| Waiblingen járás         |
| Wangen járás             |
| Wolfach járás            |

## Kultúra és látnivalók
Baden-Württembergben két UNESCO-világörökséget lehet találni: a Reichenau sziget a Boden-tóban és a Maulbronni kolostoregyüttes. A felsőgermán-rét limes egy része is vezet a tartományon át, ami a világörökséghez tartozik.
A tartomány déli részében és a Rajna mentén minden évben a sváb-alemann karnevált ünneplik. A Cannstatti népünnepélyt (Cannstatter Volksfest) az Oktoberfest után a világ legnagyobb népünnepélyének tekintik. 1978 óta a baden-württembergi hazai napokat (németül: Heimattage Baden-Württemberg) rendezik.

## Népesség

### Népességváltozás
| Lakosok száma | 8 635 900 | 10 631 278 | 10 703 000 | 10 879 618 | 11 069 533 | 11 104 040 |
|               | 1968      | 2013       | 2014       | 2015       | 2018       | 2022       |

### Vallások
Württemberg északi részében és a Rajnai Palotagrófságban a népesség főleg protestáns, az egyéb tartományi részekben, különösen délen, a népesség főképpen római katolikus. Ahogy egész Németországban megállapítható, egyre több lakos nem tartozik semmilyen egyházhoz.
A népesség többsége (37,5 százalék) római katolikus, a második legnagyobb vallás pedig a protestantizmus (33,6 százalék). 22,2 százalék nem tartozik semelyik egyházhoz.

### Nyelvek és nyelvjárások
A tartományban a német nyelv az egyetlen hivatalos nyelv. A nyelvjárás északon a frank, délen pedig az alemann. E között a két nyelvjárás között nem látható egyértelmű határ, így vannak olyan nyelvjárások, amelyek vagy a frankhoz vagy az alemannhoz tartoznak. Az illető nyelvjárások főleg a sváb, az alalemann és a déli frank, amelyeket néhány regióban nehezen különböztethetnek egymástól.

## Turizmus
Területén fekszik a Fekete-erdő és a mesébe illő Hohenzollern-kastély.

A Három ország hídja Weil am Rhein városát köti össze a franciaországi Huningue-gel, megkönnyítve egyúttal Bázel megközelítését is.

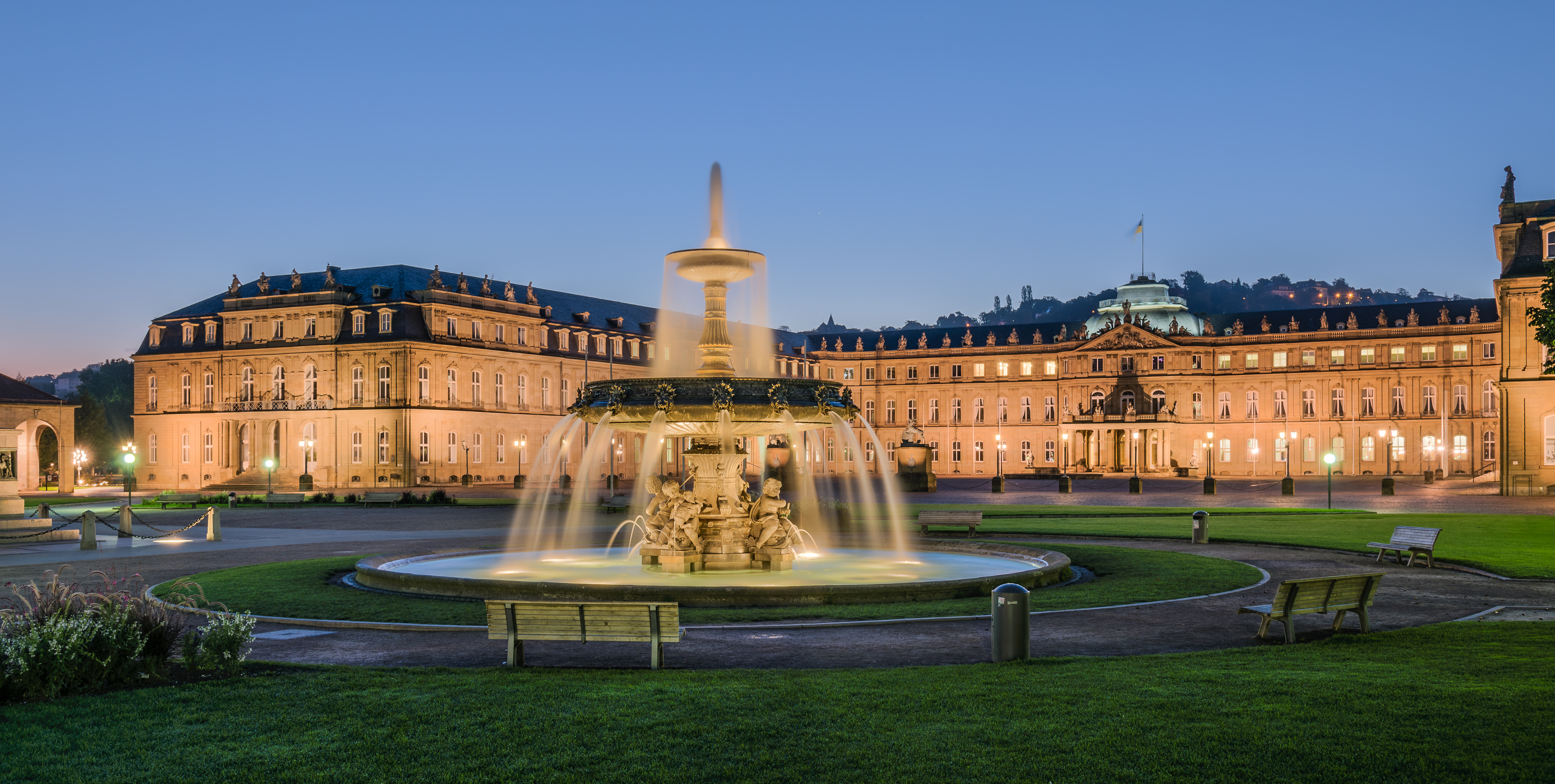
Stuttgart, a székhely
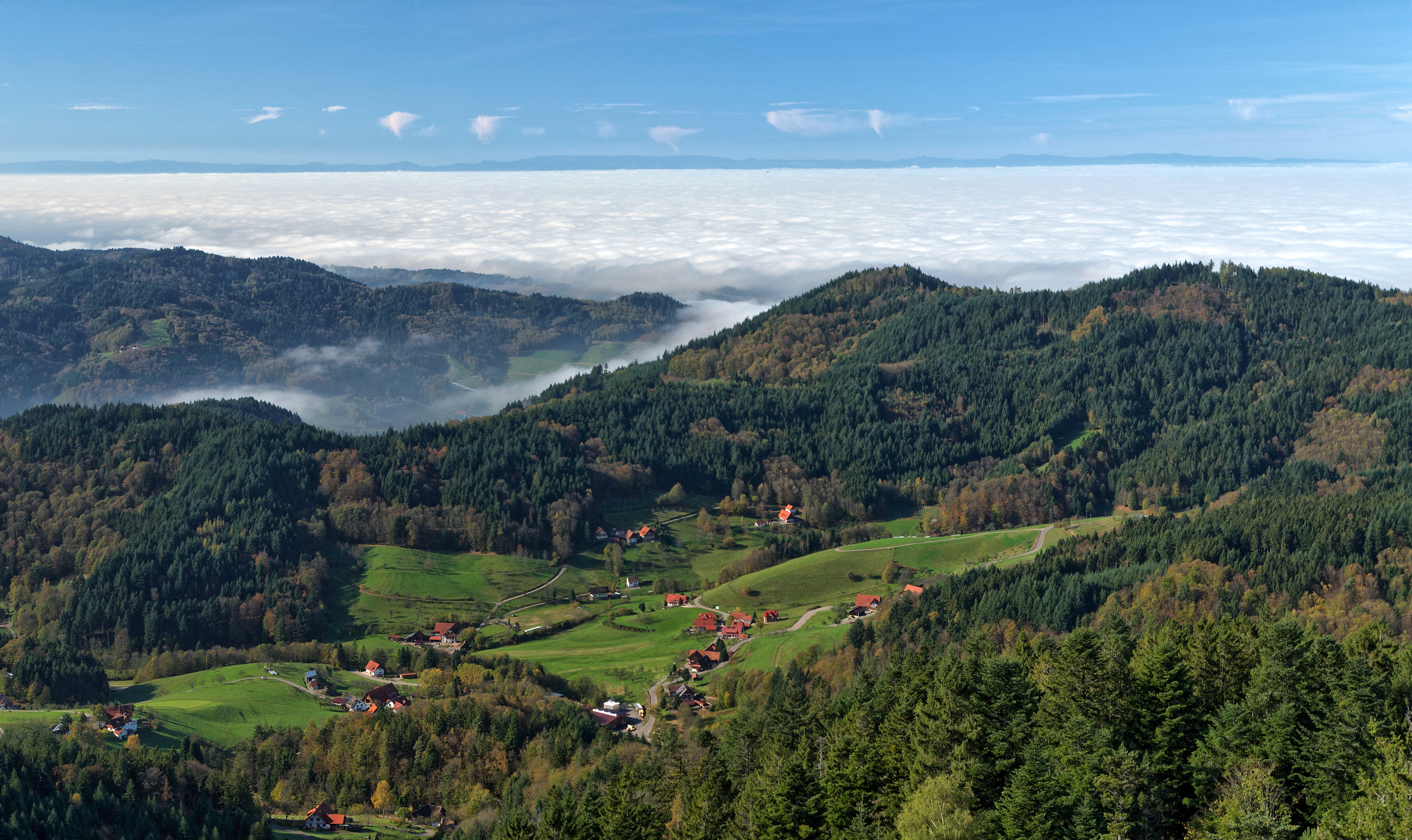
A Fekete-erdő térsége
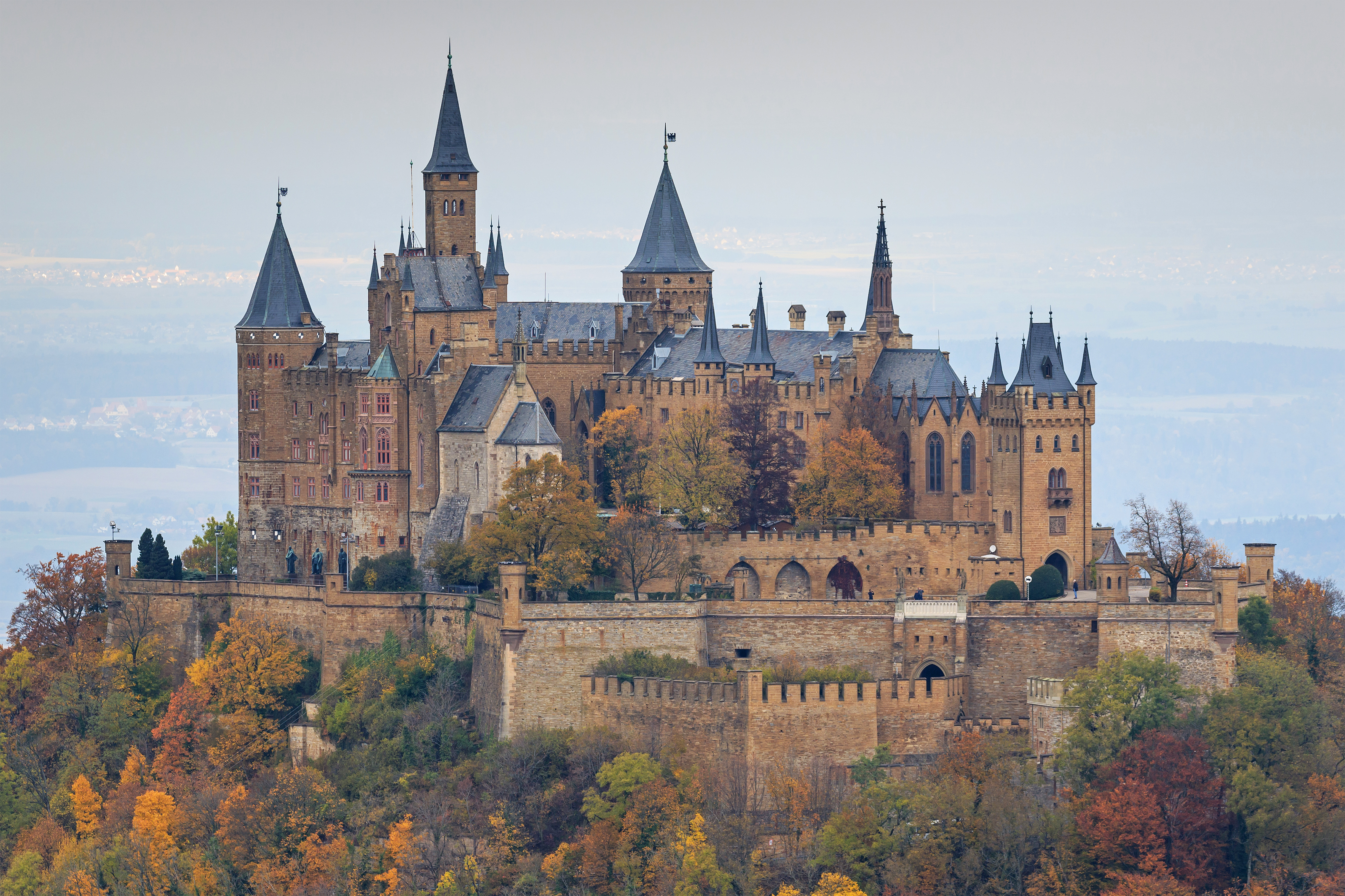
A Hohenzollern-kastély
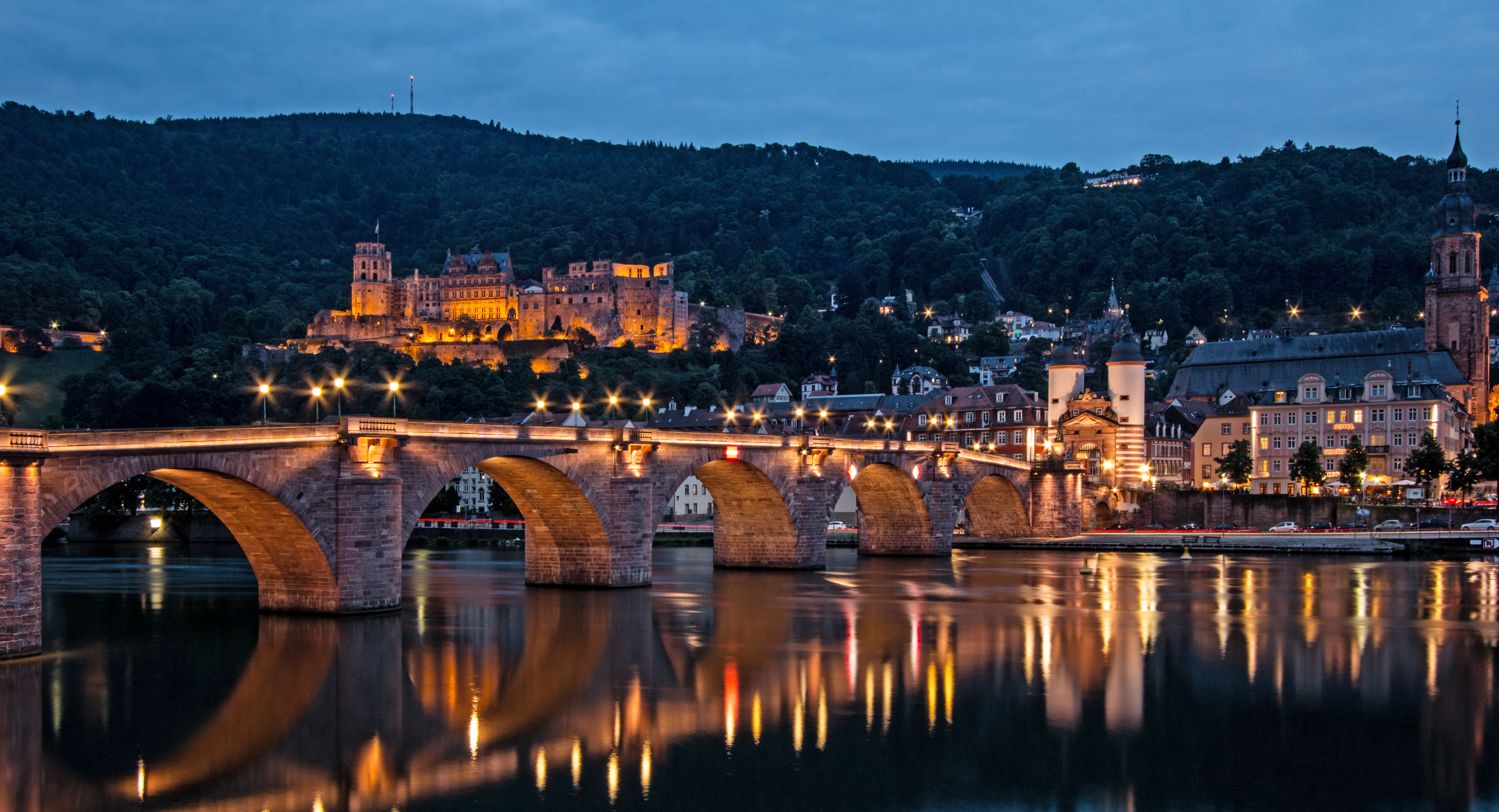
Heidelberg óvárosa
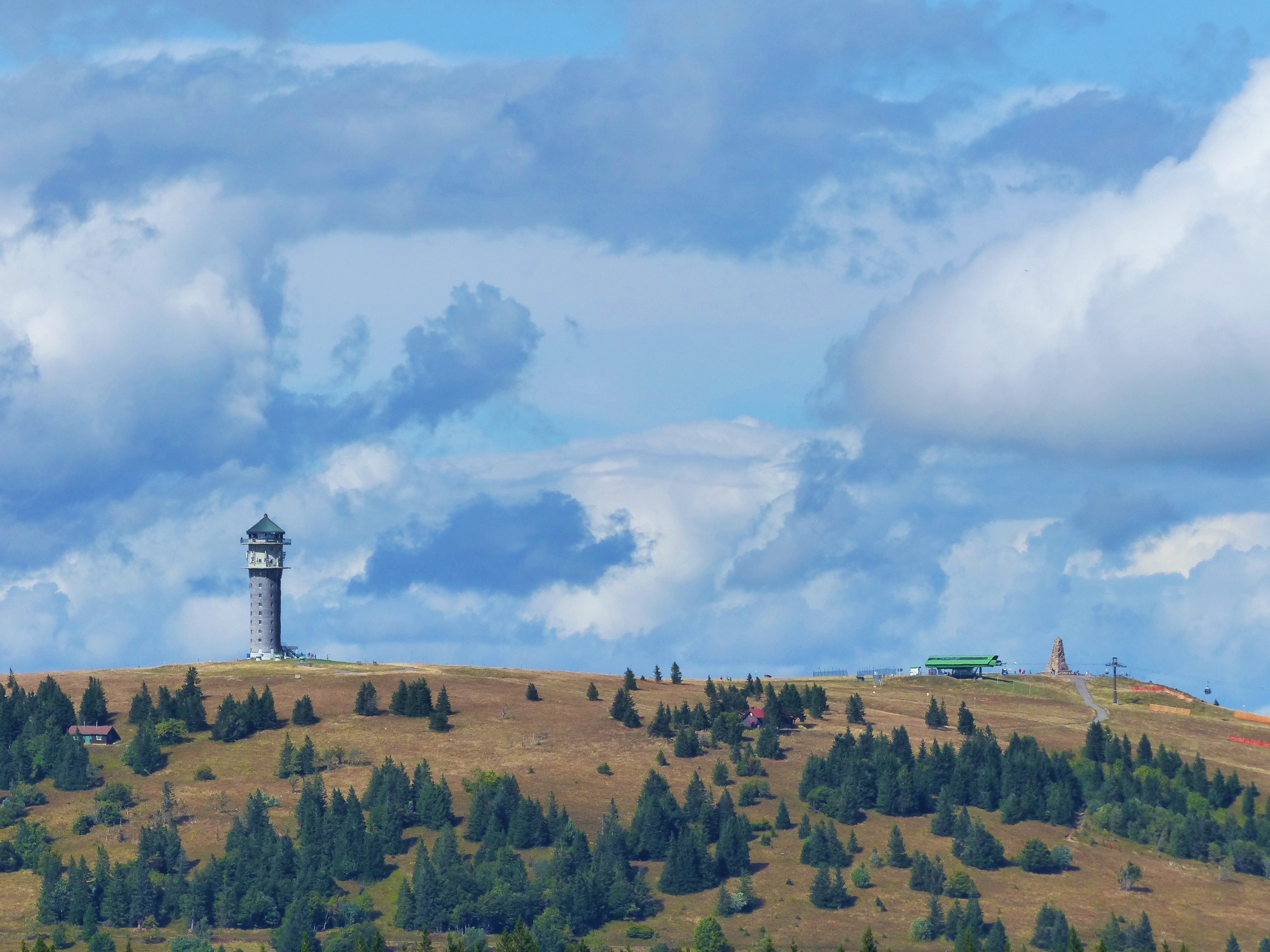
Feldberg, a tartomány legmagasabb pontja